# National Japanese American Memorial To Patriotism During World War II
Das National Japanese American Memorial To Patriotism During World War II (japanisch 全米日系米国人記念碑) ist ein National Memorial in Washington, D.C., das die Loyalität und Courage der japanischen Amerikaner während des Zweiten Weltkrieges ehrt (trotz der Internierung japanischstämmiger Amerikaner) und deren Heldenmut und Aufopferung gedenkt. Es befindet sich nordwestlich des United States Capitol auf einem dreieckigen Grundstück, das von Louisiana und New Jersey Avenues NW und D Street NW begrenzt wird.
Das Projekt für das Denkmal wurde 1988 von der „Go For Broke“ National Veterans Association Foundation, später umbenannt in National Japanese American Memorial Foundation (NJAMF) ins Leben gerufen. Das National Memorial wurde durch das Bundesgesetz 102-502 erlaubt und durch Präsident George H. W. Bush am 24. Oktober 1992 genehmigt. Das 3100 m2 große Gelände wurde im Jahr 1996 vom Architekt des Kapitols an den National Park Service übergeben. Das Denkmal wurde 2000 eingeweiht und das Eigentumsrecht wurde 2002 an die Bundesregierung übertragen. Der Park Service ist für die Pflege der Gedenkstätte zuständig.
Die Gedenkstätte ist um eine Bronzeskulptur eines Kranichs mit Stacheldraht aufgebaut, die von Nina Akamu geschaffen wurde. Sie enthält weiterhin eine Glocke, die einer japanischen Tempelglocke nachempfunden ist und einen Kare-san-sui, einem Wasserbecken mit Felsbrocken, die die japanischen Inseln darstellen. Schriften von amerikanischen Schriftstellern und Journalisten japanischer Abstammung, wie z. B. Bill Hosokawa, sind in die Gedenkstätte eingefügt.